# Hákonar saga Hákonarsonar

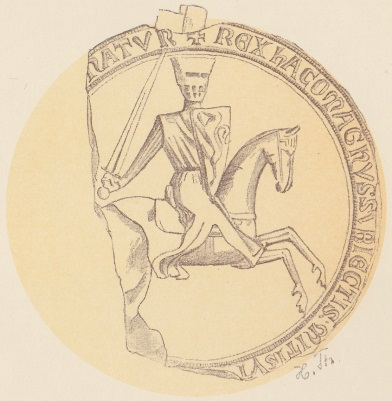
Revers du sceau du roi Haakon IV Haakonsson de Norvège. Le sceau lui-même fut donné comme cadeau à Haakon par le roi Henri III d'Angleterre en 1236

Hákonar saga Hákonarsonar (en français : La Saga de Haakon Haakonarson) ou Hákonar saga gamla Hákonarsonar en vieux norrois , raconte l'histoire de la vie et du règne du roi Haakon Haakonarson de Norvège.

## Contenu et style
Les circonstances de la composition de cette saga royale sont exceptionnellement bien documentées, car rapportées avec des détails dans la Saga des Sturlungar, particulièrement dans le Sturlu þáttr: la saga est composée dans la décennie 1260 apparemment en 1264-65 par l'historien islandais Sturla Thórðarson, neveu du célèbre historien Snorri Sturluson. Sturla Þórðarson résidait à la cour du fils d'Haakon le roi Magnus Lagabøte lorsque ce dernier apprend la mort de son père à Kirkwall aux Orcades. Magnus est réputé avoir immédiatement demandé à Sturla d'écrire la vie de son père. C'était gênant pour Sturla car le roi Hákon était à l'origine de la mort de l'oncle de Sturla, Snorri Sturluson, en 1241. Sturla à juste titre considérait Hákon comme l'un de ses plus dangereux ennemis, contre qui il avait résolument résisté lors de l'assujettissement de l'Islande au roi de Norvège, accompli en 1262-1264. De plus Skúli Bárdarson († 1240), le plus dangereux rival d'Hákon lors de la conquête du pouvoir royal, était en outre le grand-père maternel du roi Magnús, qui supervisa la composition de la biographie de son père, comme le roi Sverrir est réputé avoir  conseillé Karl Jónsson, l'abbé islandais qui a écrit sa biographie.
La saga est la principale source de l'histoire de la Norvège pour la période allant de 1217 la reconnaissance de Haakon comme roi à sa mort en 1263. En outre, la saga décrit également les événements survenus en Islande et dans d'autres lieux où s'étendait le royaume de Haakon.
Parce que Sturla s'appuyait fortement sur des témoignages et la documentation écrite comme source pour le récit  en prose de l'  Hák[onar saga, les citations poétiques dans la saga sont principalement de nature décorative. L'inclusion des strophes reflète la convention dans les sagas des premiers rois, d'utiliser des strophes scaldiques pour confirmer les événements décrits dans les textes en prose. Néanmoins, la saga contient beaucoup de vers, de nombreux de Sturla lui-même, ainsi qu'une poésie de son frère Óláfr Þórðarson et de son oncle Snorri Sturluson, le Hákonardrápa de Gissur Þorvaldsson  nombres de lausarvísur principalement attribués mais dans trois cas anonymes.

## Manuscrits et transmission
La saga est connue dans trois principales rédactions, conservées primitivement dans les manuscrits Eirspennill, Codex Frisianus, et Flateyjarbók. Cependant, il n'y a pas encore de tronc commun satisfaisant du texte de la saga, car les relations entre ses manuscrits sont complexes.
Selon l'édition de Kari Ellen Gade des vers de la saga dans Skaldic Poetry of the Scandinavian Middle Ages , les clefs des manuscrits de la saga se trouvent:
- Eirspennill, AM 47 fol, 139v-194v (début C14).
- Jöfraskinna, preserved in NRA 55 A (fragment d'une page).
- Fríssbók, Codex Frisianus, AM 45 fol., 84ra-124rb (début C14).
- Gullinskinna, preserved in AM 325 VIII 5 c 4° (fragment d'une page).
- AM 42 folˣ, copie de G, 82r-177v.
- AM 80 folˣ (80ˣ), également une copie de G, par Ásgeir Jónsson (end of C17)
- Skálholtsbók yngsta, AM 81 a fol (Icelandic, c. 1450-75), 64va-120vb.
- Holm perg 8 fol, 32v-81v (32v-68v c. 1340-70; 69r-81v c. 1500), with AM 325 VIII 5 a 4° (trois pages provenant

de la première section de Holm perg 8 fol.)
- AM 304 4°ˣ (c. 1600-50 en ensuite, copié sur Holm perg 8 fol. lorsqu'il est plus complet qu'il n'est désormais).
- AM 325 VIII 5 b 4° (c. 1300-25). Deux feuilles.
- AM 325 X 4° (c. 1370), 11ra-12vb.
- Flateyjarbók, GKS 1005 fol.
- NRA 55 B (55 B), un fragment d'une page (c. 1300-25)

## Éditions et traductions
- Hákonar saga Hákonarsonar, Bǫglunga saga, Magnúss saga lagabœtis, ed. by Sverrir Jakobsson, Þorleifur Hauksson, and Tor Ulset, Íslenzk fornrit, 31–32, 2 vols (Reykjavik: Hið íslenzka fornritafélag, 2013) (now the standard edition of the Old Icelandic)
- Poetry from the Kings' Sagas 2, ed. by Kari Ellen Gade, Skaldic Poetry of the Scandinavian Middle Ages, 2 (Turnhout: Brepols, 2009) (verse only)
- Hákonar saga Hákonarsonar, etter Sth. 8 fol., AM 325 VIII 4to og AM 304 4to, ed. by Marina Mundt, Norsk historisk kjeldeskrift-institutt: Norrøne tekster, 2 (Oslo: Norsk historisk kjeldeskrift-institutt i kommisjon hos Forlagsentralen, 1977); supplement: James E. Knirk, Rettelser til Hákonar saga Hákonarsonar etter Sth. 8 hi, AM 325 VIII 4° og AM 304 4°, Norrøne tekster, 2 (Oslo: Norsk historisk kjeldeskrift-institutt, 1982)
- Icelandic Sagas and Other Documents Relating to the Settlements and Descents of the Northmen on the British Isles, ed. by Gudbrand Vigfusson, Rerum Britannicarum medii aevi scriptores, 88, 4 vols (London: H. M. Stationery Office, 1887–94), , ,  (Old Norse edition volume 2; English translation vol 4b p. 1–373 by G. W. Dasent)
- Sturla Þórðarson, Håkon Håkonssons saga, trans. by Anne Holtsmark (Oslo: Aschehoug, 1964) (Norwegian translation)
- Norwegische Königsgeschichten, trans. by Felix Niedner, rev. edn, Thule: altnordische Dichtung und Prosa, 17-18, 2 vols (Düsseldorf: Diederichs, 1965) (German translation)
- Sturla Tordsson, Soga om Håkon Håkonsson, trans. by Kr. Audne, 2d edn by Knut Helle, Norrøne bokverk, 22 (Oslo: Norske samlaget, 1963)
- The Norwegian account of Haco's expedition against Scotland, A.D. MCCLXIII, disponible sur le site du projet Gutenberg., trans. by James Johnstone (Edinburgh: Brown, 1882, repr. from 1782)

## Autres sources
- (en) Margaret Clunies Ross (2010) The Cambridge Introduction to the Old Norse-Icelandic Saga (Cambridge University Press)  (ISBN 978-0-521-73520-9)
- (en) Rory McTurk (2005) A Companion to Old Norse-Icelandic Literature and Culture (Wiley-Blackwell)  (ISBN 978-0-631-23502-6)

## Source de la traduction
- (en) Cet article est partiellement ou en totalité issu de l’article de Wikipédia en anglais intitulé « Hákonar saga Hákonarsonar » (voir la liste des auteurs).